# Daniel Güiza
Daniel González Güiza (n. 17 august 1980, Jerez de la Frontera, Cádiz, Spania) este un fost fotbalist spaniol care a jucat la Atlético Sanluqueño CF pe post de atacant și a fost selecționat și pentru naționala Spaniei.

## Palmares
Fenerbahçe
- Süper Lig: 2010–11
- Supercupa Turciei: 2009
- Cupa Turciei:

Finalist: 2008–09, 2009–10
Spania
- Campionatul European de Fotbal: 2008

Individual
- Trofeul Pichichi: 2007–08
- Trofeul Zarra: 2007–08

## Goluri internaționale
| Güiza – goluri internaționale | Güiza – goluri internaționale | Güiza – goluri internaționale             | Güiza – goluri internaționale | Güiza – goluri internaționale | Güiza – goluri internaționale | Güiza – goluri internaționale  |
| #                             | Data                          | Stadion                                   | Oponent                       | Scor                          | Rezultat                      | Competiție                     |
| ----------------------------- | ----------------------------- | ----------------------------------------- | ----------------------------- | ----------------------------- | ----------------------------- | ------------------------------ |
| 1.                            | 18 June 2008                  | Wals Siezenheim, Salzburg, Austria        | Grecia                        | 1–2                           | 1–2                           | Euro 2008                      |
| 2.                            | 26 June 2008                  | Ernst Happel, Viena, Austria              | Rusia                         | 0–2                           | 0–3                           | Euro 2008                      |
| 3.                            | 9 June 2009                   | Tofiq Bahramov, Baku, Azerbaijan          | Azerbaidjan                   | 0–5                           | 0–6                           | Meci amical                    |
| 4.                            | 28 June 2009                  | Royal Bafokeng, Rustenburg, Africa de Sud | Africa de Sud                 | 1–1                           | 3–2                           | Cupa Confederațiilor FIFA 2009 |
| 5.                            | 28 June 2009                  | Royal Bafokeng, Rustenburg, Africa de Sud | Africa de Sud                 | 2–1                           | 3–2                           | Cupa Confederațiilor FIFA 2009 |
| 6.                            | 18 November 2009              | Ernst Happel, Viena, Austria              | Austria                       | 1–4                           | 1–5                           | Meci amical                    |

## Statistici

### Club
La 8 aprilie 2013.
|               |               |                    | Campionat | Campionat | Cupă           | Cupă           | Continental | Continental | Total   | Total  |
| Sezon         | Club          | Divizia            | Meciuri   | Goluri    | Meciuri        | Goluri         | Meciuri     | Goluri      | Meciuri | Goluri |
| Spania        | Spania        | Spania             | Campionat | Campionat | Copa del Rey   | Copa del Rey   | Europa      | Europa      | Total   | Total  |
| ------------- | ------------- | ------------------ | --------- | --------- | -------------- | -------------- | ----------- | ----------- | ------- | ------ |
| 1998–99       | Xerez         | Segunda División B | 16        | 1         | 0              | 0              | –           | –           | 16      | 1      |
| 1999–00       | Dos Hermanas  | Segunda División B | 18        | 9         |                |                | –           | –           | 18      | 9      |
| 1999–00       | Mallorca B    | Segunda División B | 17        | 10        | –              | –              | –           | –           | 17      | 10     |
| 1999–00       | Mallorca      | La Liga            | 1         | 0         | 0              | 0              | 0           | 0           | 1       | 0      |
| 2000–01       | Mallorca      | La Liga            | 5         | 1         | 0              | 0              | 2           | 2           | 7       | 3      |
| 2000–01       | Mallorca B    | Segunda División B | 28        | 19        | –              | –              | –           | –           | 28      | 19     |
| 2001–02       | Mallorca B    | Segunda División B | 25        | 9         | –              | –              | –           | –           | 25      | 9      |
| 2002–03       | Mallorca      | La Liga            | 1         | 0         | 0              | 0              | –           | –           | 1       | 0      |
| 2002–03       | Recreativo    | La Liga            | 4         | 0         | 0              | 0              | –           | –           | 4       | 0      |
| 2002–03       | Barcelona B   | Segunda División B | 151       | 5         | –              | –              | –           | –           | 15      | 5      |
| 2003–04       | Ciudad Murcia | Segunda División   | 40        | 16        | 2              | 0              | –           | –           | 42      | 16     |
| 2004–05       | Ciudad Murcia | Segunda División   | 41        | 20        | 2              | 0              | –           | –           | 43      | 20     |
| 2005–06       | Getafe        | La Liga            | 32        | 9         | 3              | 1              | –           | –           | 35      | 10     |
| 2006–07       | Getafe        | La Liga            | 29        | 11        | 6              | 6              | –           | –           | 35      | 17     |
| 2007–08       | Mallorca      | La Liga            | 37        | 27        | 3              | 2              | –           | –           | 40      | 29     |
| Turcia        | Turcia        | Turcia             | League    | League    | Türkiye Kupası | Türkiye Kupası | Europa      | Europa      | Total   | Total  |
| 2008–09       | Fenerbahçe    | Süper Lig          | 32        | 11        | 8              | 2              | 10          | 3           | 50      | 16     |
| 2009–10       | Fenerbahçe    | Süper Lig          | 27        | 11        | 6              | 4              | 10          | 3           | 43      | 18     |
| 2010–11       | Fenerbahçe    | Süper Lig          | 3         | 1         | 1              | 0              | 0           | 0           | 4       | 1      |
| Spania        | Spania        | Spania             | League    | League    | Copa del Rey   | Copa del Rey   | Europa      | Europa      | Total   | Total  |
| 2011–12       | Getafe        | La Liga            | 32        | 3         | 2              | 0              | –           | –           | 34      | 3      |
| 2012–13       | Getafe        | La Liga            | 0         | 0         | 0              | 0              | –           | –           | 0       | 0      |
| Malaysia      | Malaysia      | Malaysia           | League    | League    | FA Cup         | FA Cup         | Asia        | Asia        | Total   | Total  |
| 2013          | Darul Takzim  | Super League       | 10        | 6         | 3              | 2              | –           | –           | 13      | 8      |
| Total         | Darul Takzim  | Super League       |           |           |                |                |             |             |         |        |
| Spain         | Spain         | 341                | 140       | 18        | 9              | 2              | 2           | 361         | 151     |        |
| Total         |               |                    |           |           |                |                |             |             |         |        |
| Turcia        | Turcia        | 62                 | 23        | 15        | 6              | 20             | 6           | 97          | 35      |        |
| Total         |               |                    |           |           |                |                |             |             |         |        |
| Malaysia      | Malaysia      | 10                 | 6         | 3         | 2              | —              | —           | 13          | 8       |        |
| Total carieră | Total carieră | Total carieră      | 413       | 169       | 36             | 17             | 22          | 8           | 471     | 194    |

1Includes two Segunda División B play-off matches.
- Also played 1 Turkish Super Cup match (2009).

### Internațional
| Spania | Spania  | Spania |
| An     | Meciuri | Goluri |
| ------ | ------- | ------ |
| 2007   | 1       | 0      |
| 2008   | 11      | 2      |
| 2009   | 8       | 4      |
| 2010   | 1       | 0      |
| Total  | 21      | 6      |